# Teatro Romano (Brescia)

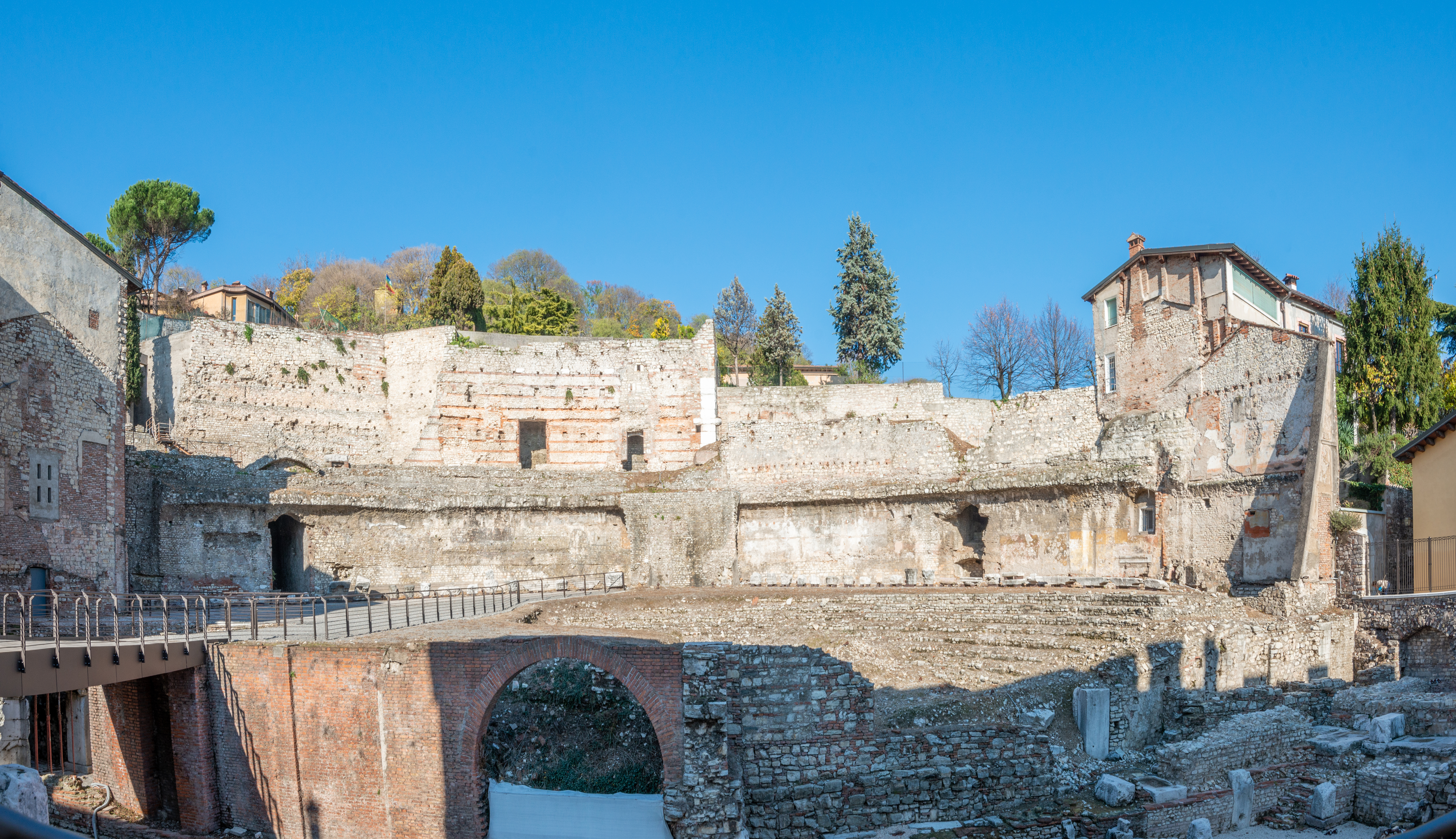
Teatro romano de Brescia

El teatro romano de la antigua Brixia es un edificio situado en la actual ciudad de Brescia, junto al Templo capitolino y a la plaza del Foro.
Fue declarado por la UNESCO Patrimonio Mundial de la Humanidad y forma parte del sitio Centros de poder de los Longobardos en Italia (568 – 774 d. C.)

## Historia
El teatro fue construido en época flavia, como el vecino Capitolium (al cual estaba conectado mediante un pórtico), y reformado durante el inicio de Septimio Severo, en el siglo III. Fue probablemente dañado por el mismo incendio que, en el siglo IV, derrumbó en parte el edificio religioso ubicado en las inmediaciones y por un terremoto en el siglo V el cual destruyó completamente el escenario y el muro que daba a la calle. No obstante, fue utilizado hasta el 1173.
El edificio fue descubierto junto al Capitolium en el 800, con la demolición de todas los edificios surgidas a lo largo de diversas épocas sobre los restos del teatro, excepto Palazzo Maggi Gambara, que ocupa aun hoy la parte occidental de las gradas, ya que contiene varios frescos de gran valor histórico y artístico.

## Estructura
El teatro fue en parte construido utilizando la pendiente natural de la colina Cidnea. La elección de la estructura se acerca más a los antiguos teatros griegos que a los romanos, en la cual el graderío estaba sostenido por una estructura. Todo ello es hoy visible, ya que las filas más bajas de las gradas, apoyadas directamente sobre el terreno, son las únicas que han sobrevivido al tiempo; mientras que todas las sostenidas por arcos edificados han desaparecido a causa del derrumbe de estos últimos. La cercanía del Templo Capitolino y del Foro, que recuerda en ciertos aspectos al teatro de Pompeyo de Roma, nos indica que el teatro era una parte fundamental de la vida social y religiosa del ciudadano. El edificio era el más grande del norte de Italia (tras el teatro de Verona) y medía 86 metros de largo y probablemente 34 de altura. El escenario tenía 48 metros de largo. El teatro podía albergar, según los cálculos, en torno a 15.000 personas. Como todos los teatros romanos es fácilmente reconocible la forma de hemiciclo, todavía hoy bien visible. El teatro estaba unido al templo a través de una larga sala, definida por los pilastrini además la dividían en dos filas de pilastras con capiteles de orden toscano.

## Los restos
Actualmente, se pueden ver los restos del graderío, del escenario y del muro original de la calle. Otros restos se encuentran en el área del Palazzo Maggi o englobados en el edificio mismo: en su interior se pueden contemplar además el pavimento y restos murales de época tardo romana, que se remonta a los primeros años de abandono del foro. A lo largo de los años se han propuesto diversos proyectos de revalorización, por ejemplo mediante la reconstrucción en madrea del graderío derrumbado, pero nada se ha llevado a cabo. La intervención, de hecho, tendría sentido si fuese recompuesto en el mismo contexto, tanto en materia de accesibilidad: el teatro está muy limitado por la Colina Cidneo y una hilera de casas medievales en el sur; escapados de las demoliciones que serían realizadas a la fuerza si existiera la intención de reconstruir un mínimo del escenario y alguna conexión eficaz con via Musei, hoy limitado a los estrechos callejones por el cual se accede.
- Datos: Q3982365
- Multimedia: Ancient Roman theatre (Brescia) / Q3982365